# ماریا چمشکیان (خواننده)
ماریا روبنی چمشکیان (ارمنی: Մարիա Ռուբենի Չմշկյան؛  زادهٔ ۱۷ ژوئیهٔ ۱۹۱۸ - درگذشته ۲۸ فوریهٔ ۲۰۰۵) خواننده اهل ارمنستان بود. وی بین سال‌های - تا - میلادی فعالیت می‌کرد.

## زندگی‌نامه
وی در ۱۷ ژوئیهٔ ۱۹۱۸ در تفلیس به دنیا آمد و از کالج دولتی موسیقی رومانوس ملیکیان و کنسرواتوار دولتی کومیتاس ایروان فارغ‌التحصیل گشت.  همچنین برندهٔ جوایزی همچون هنرمند شایسته ارمنستان شوروی شده است. وی در ۲۸ فوریهٔ ۲۰۰۵ در سن ۸۶ سالگی در ایروان درگذشت.